# Kim Kwan-soo
Kim Kwan-soo (hangul: 김관수), es un actor surcoreano.

## Carrera
Es miembro de la agencia SM Entertainment (에스엠엔터테인먼트): "S.M. Culture & Contents" (SM C&C). Previamente fue aprendiz de JYP Entertainment.
En enero del 2018 se unió al elenco principal de la serie web First Kiss (también conocida como "Kiss Love Moment") donde interpretó a Ho Yeon, un joven que descubre que su novia Su Bin (Shin Do-hyun) lo está engañando, hasta el final de la serie el 22 de marzo del mismo año.
El 29 de noviembre de 2019 se unió al elenco principal de la serie web Who Kissed Me (también conocida como "Kiss Scene in Yeonnamdong") donde dio vida a Ban Hae-young, un joven que está enamorado de su amiga de la infancia Yoon Sol (Hong Seung-hee), hasta el final de la serie el 14 de febrero del 2020.

## Filmografía

### Series de televisión
| Año         | Título               | Personaje          | Notas                      |
| ----------- | -------------------- | ------------------ | -------------------------- |
| 2019 - 2020 | Who Kissed Me        | Ban Hae-young      | 12 episodios - (serie web) |
| 2019        | Wild Guys            | Han Myung-soo      | 10 episodios               |
| 2019        | I Hate Going to Work | No Ji-won          | 12 episodios               |
| 2019        | Touch Your Heart     | Empleado del Metro | 3 episodios                |
| 2018        | First Kiss           | Ho Yeon            | 20 episodios - (serie web) |
| 2017        | Yellow               | Song Tae-min       | 10 episodios - (serie web) |

### Películas
| Año  | Título          | Personaje | Notas                                                                             |
| ---- | --------------- | --------- | --------------------------------------------------------------------------------- |
| 2018 | Marital Harmony | -         | junto a Shim Eun-kyung, Lee Seung-gi, Yeon Woo-jin, Kang Min-hyuk y Choi Woo-shik |

### Programas de variedades
| Año  | Título                             | Notas   |
| ---- | ---------------------------------- | ------- |
| 2019 | 다함께 차차차                      | [ 6 ]   |
| 2019 | Creator Campus (크리에이터 캠퍼스) | miembro |

### Apariciones en videos musicales
| Año  | Intérprete(s)                        | Canción        | Notas |
| ---- | ------------------------------------ | -------------- | ----- |
| 2017 | Crucial Star ft. Han All (한올)      | "Study Abroad" | [ 7 ] |
| 2016 | Baek A-yeon                          | "So So"        | [ 8 ] |
| 2016 | Bernard Park (Nakjoon) & Woo Hye-rim | "With You"     |       |
| 2015 | Miss A                               | "Only You"     |       |

### Anuncios
| Año  | Título                         | Notas |
| ---- | ------------------------------ | ----- |
| 2017 | 블러드 앤 소울                 |       |
| 2017 | 당신의 번호는 무엇입니까 1,2편 |       |
| 2017 | 상쾌한                         |       |
| 2017 | 주연전자 brand 편              |       |
| 2015 | KT 올레 파워라이브             |       |